# Hilaroleopsis pituna
Hilaroleopsis pituna là một loài bọ cánh cứng trong họ Cerambycidae.